# Ie (famille)
Pour les articles homonymes, voir Ie.
Ie (家) est un mot japonais désignant littéralement la maison mais, plus généralement, le foyer ou la famille dans sa globalité. Pour les historiens et les ethnologues, il constitue l'un des exemples de type familial dit « à maison » parmi les plus connus, les plus anciens et les plus purs dans le monde. Il a été rapproché notamment des systèmes dit de famille souche, comme ceux des Pyrénées.

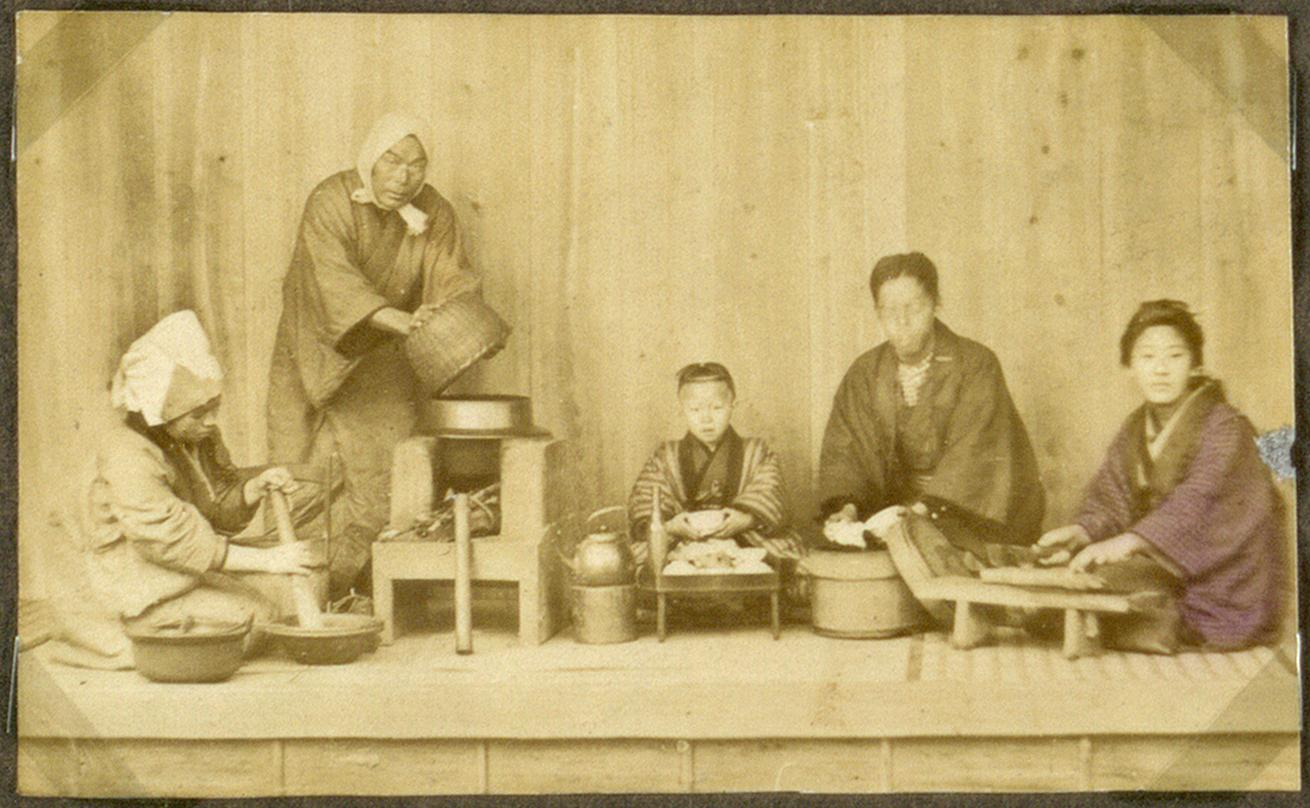
Un moment entre famille

Contrairement aux conceptions occidentales, la famille japonaise n'a pas de limite temporelle ; il existe une unité familiale entre le passé et le futur, englobant les membres actuels mais aussi les membres décédés et même ceux qui ne sont pas encore nés. Dans une tradition commune à la Chine et au Japon, l’ie est aussi conçu « comme un lieu de médiation entre les humains et certaines divinités ». 
Selon le fonctionnement juridique de la ie, l'essentiel des biens familiaux passait de génération en génération à l'aîné des garçons. Les filles étaient normalement destinées au mariage. À partir de l'ère Shōwa, un trousseau de mariage constitué de kimonos était donné aux filles, et faisait office de dot, d'autant plus qu'il pouvait être exceptionnellement accompagné de propriétés foncières et d'argent. Le contenu du trousseau devait s'accorder au rang social de la maison de l'époux et était un moyen d'indemniser les filles que l'on privait d'héritage. Les jeunes épouses gardaient le contrôle de leur dot, qui n'était pas destiné à la belle-famille ou à la descendance.
Le concept de l’ie est fortement lié à une dimension de reconnaissance sociale. Bien plus que ses individus, c’est l’ensemble de l’ie, dans sa totalité passée comme future, qui est important pour ses membres. Cette conception du foyer se retrouve également en Chine[réf. nécessaire].
Jusqu'en 1945, l’ie était l'unité de base de la loi japonaise. La plupart des problèmes civils ou criminels impliquait la famille plutôt que l'individu. Lorsqu'un individu commettait une faute, il ne salissait pas que son propre honneur, il déshonorait l'ensemble de sa famille passée et à venir. En effet, tout était consigné dans le koseki, sorte de livret de famille qui suit la famille ad vitam æternam[réf. nécessaire].
Ce système a été aboli sous l'influence des Américains en 1947 mais il est encore bien vivace dans l'esprit de la majorité de la société japonaise. Par exemple, une faute personnelle commise par un employé peut mettre tout son service dans l'embarras vis-à-vis d'un autre service[réf. souhaitée].